# تشارلز شاييه-لونغ

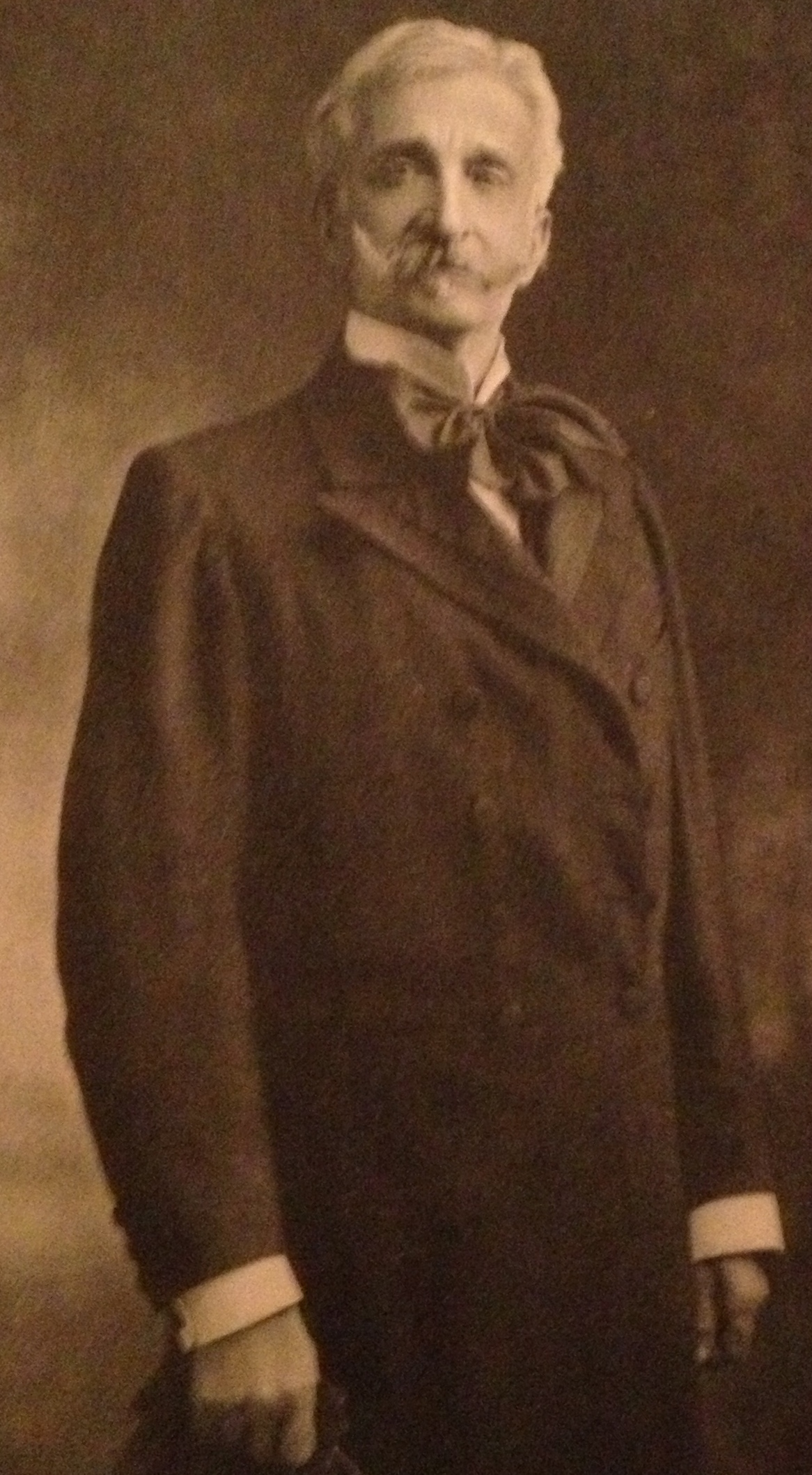
تشارلز شاييه-لونغ

تشارلز شاييه-لونغ (بالإنجليزية: Charles Chaillé-Long)‏ ـ (1842 ـ 29 مارس 1917) هو عسكري ومحامٍ ودبلوماسي ومؤلف أمريكي من بلدة برنسيس آن بولاية ماريلاند. خدم في الجيش الأمريكي، ثم في الجيش الخديوي المصري، واستكشف أواسط أفريقيا بتكليف من الحكومة المصرية، كما استكشف كوريا. يعد ثاني غربي يزور بحيرة فيكتوريا، ويعتبر مكتشف بحيرة كيوغا (بحيرة إبراهيم آنذاك).

## خدمته العسكرية في الولايات المتحدة
التحق شاييه-لونغ بجيش الاتحاد الأمريكي كجندي أثناء الحرب الأهلية الأمريكية، وشارك في معركة جيتيسبيرغ الفاصلة، وأنتهت الحرب وهو يحمل رتبة كابتن (نقيب).

## خدمته في الجيش الخديوي المصري

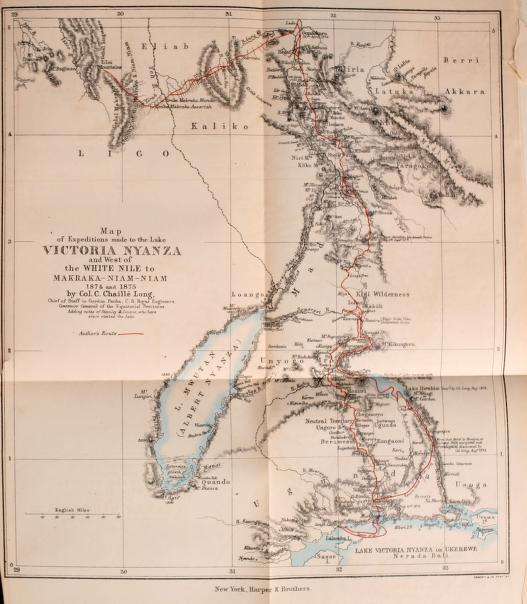
خريطة وسط أفريقيا كما رسمها شاييه-لونغ

بعد الحرب الأهلية الأمريكية، طلبت الحكومة الخديوية المصرية حوالي خمسين من قدامى المحاربين الذين شاركوا في الحرب من الطرفين للانضمام لجيشها. فأُلحق بالخدمة في الجيش المصري سنة 1869 برتبة بكباشي (مقدم)، ووصل إلى مصر في العام التالي. عمل تحت إمرة تشارلز غوردون في جنوب السودان، وارتحل جنوبًا حتى بلغ أوغندا الحالية، ووقع معاهدة مع موتيسا الأول ملك بوغندا. وفي سنة 1874 كان ثاني مستكشف غربي يصل إلى بحيرة فيكتوريا، وأول غربي يكتشف بحيرة كيوغا (بحيرة إبراهيم). وبينما كان في طريق عودته، تعرض للهجوم من قبل قوات مملكة بونيورو الواقعة في غرب أوغندا الحالية. وقد قام شاييه-لونغ أيضًا برحلات استكشافية إلى كل من بلاد الأزاندي (1875) ونهر جوبا في الصومال (1876)، كما قاد القوات المصرية في بعثة ماكيلوب إلى سواحل المحيط الهندي سنة 1875.

## عودته إلى الحياة المدنية
في سنة 1877، استقال شاييه-لونغ من الخدمة العسكرية، ليعود إلى الولايات المتحدة ويلتحق بمدرسة الحقوق بجامعة كولومبيا، حيث تخرج سنة 1880، واشتغل في وقت لاحق بالعمل الدبلوماسي في كوريا، كما عمل محاميًا في الإسكندرية. ووضع بعض المؤلفات بالإنجليزية والفرنسية.

## من مؤلفاته
- أواسط أفريقيا: حقائق عارية عن شعوب عارية (بالإنجليزية: Central Africa: Naked Truths of Naked People)‏: صدر سنة 1876.
- الأنبياء الثلاثة (بالإنجليزية: The Three Prophets)‏: صدر سنة 1884.
- منابع النيل (بالفرنسية: Les Sources du Nil)‏: صدر سنة 1891.
- مصر وأقاليمها المفقودة (بالفرنسية: L'Égypte et ses provinces perdues)‏: صدر سنة 1892.
- حياتي في أربع قارات (بالإنجليزية: My Life in Four Continents)‏: صدر سنة 1912.

## الأوسمة والتكريم

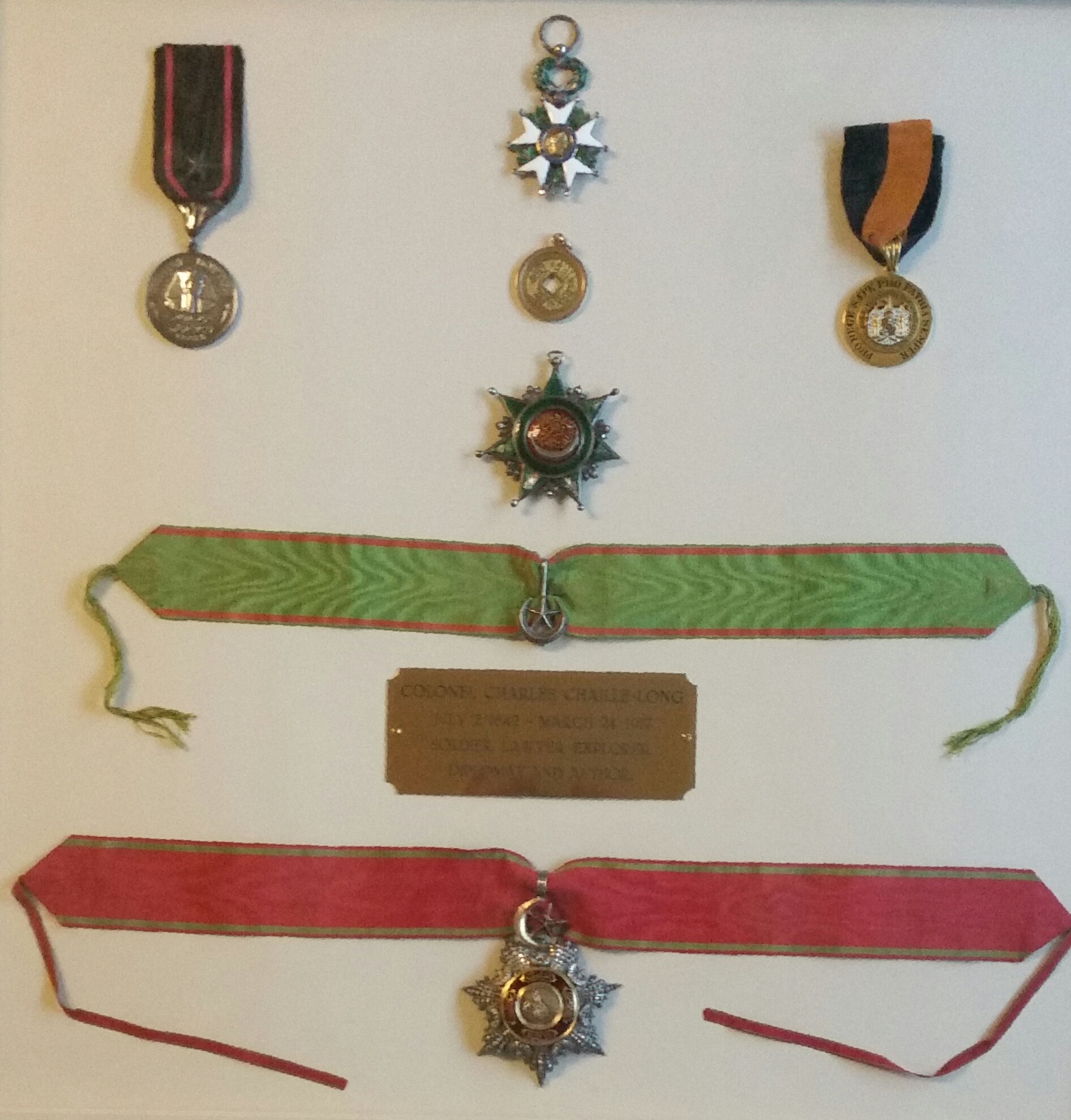
أوسمة شاييه-لونغ

### قلادة تشارلز ب. دالي
في سنة 1909 حصل شاييه-لونغ على قلادة تشارلز ب. دالي (بالإنجليزية: Charles P. Daly Medal)‏ من الجمعية الجغرافية الأمريكية "تقديرًا للإضافات القيمة إلى المعرفة الجغرافية التي قام بها في أفريقيا. ففي 1874، استكشف مجاهل النيل إلى الشمال من أوروندوغان، واكتشف بحيرة إبراهيم، وقدّم الدليل النهائي اللازم لإثبات أن النهر الذي ينبع من بحيرة فيكتوريا نيانزا هو النيل."

### أوسمة أخرى
- النيشان المجيدي
- النيشان العثماني
- وسام جوقة الشرف من رتبة فارس (فرنسا)
- ميدالية ذهبية من الجمعية العمومية لولاية ماريلاند

## وفاته
توفي شاييه-لونغ في ماريلاند في 29 مارس 1917 ودُفن في مقبرة أرلينغتون الوطنية.

## وصلات خارجية
- تشارلز شاييه-لونغ على موقع الموسوعة البريطانية (الإنجليزية)

### مؤلفاته
- Central Africa: Naked Truths of Naked People
- L'Afrique Centrale; expéditions an lae Victoria-Nyanza et an Makrakaniam niam
- The Three Prophets
- La Corée ou Tschösen La Terre du Calme Matinal
- My Life in Four Continents